# Pselaphodes dayaoensis
Pselaphodes dayaoensis – gatunek chrząszcza z rodziny kusakowatych i podrodziny marników. Występuje endemicznie w Chinach.
Gatunek ten opisali po raz pierwszy w 2012 roku Yin Ziwei i Li Lizhen na łamach Zootaxa. Jako miejsce typowe wskazano górę Dayao Shan w chińskim regionie Kuangsi. Epitet gatunkowy pochodzi od miejsca typowego.
Chrząszcz ten osiąga od 2,41 do 2,77 mm długości i od 0,97 do 1,03 mm szerokości ciała. Ubarwienie ma rudobrązowe. Głowa jest tak długa jak szeroka, o bocznie kątowo rozszerzonych zapoliczkach. Oczy złożone buduje u samca około 35, a u samicy około 30 omatidiów. Czułki buduje jedenaście członów, z których trzy ostatnie są powiększone, a u samca ponadto człony dziesiąty i jedenasty są silnie zmodyfikowane. Przedplecze jest tak długie jak szerokie, o zaokrąglonych krawędziach bocznych. Pokrywy są szersze niż dłuższe. Zapiersie u samców (metawentryt) ma krótkie, rogowate wyrostki. Odnóża przedniej pary mają po jednym kolcu na brzusznej stronie krętarzy i ud oraz duży kolec na goleni. Odwłok jest duży. Genitalia samca mają środkowy płat edeagusa asymetryczny.
Owad ten jest endemitem południowej części Chin, znanym tylko z lokalizacji typowej w powiecie Jinxiu w Kuangsi. Spotykany był na rzędnych od 1200 do 1400 m n.p.m. Zasiedla ściółkę w lasach mieszanych.